# Moše Landau
Moše Landau (hebrejsky: משה לנדוי, ‎29. dubna 1912 – 1. května 2011) byl izraelský soudce a v letech 1980 až 1982 předseda Nejvyššího soudu Státu Izrael.

## Biografie
Landau se narodil roku 1912 v Gdaňsku. V roce 1930 dokončil střední školu ve svobodném městu Gdaňsku a v roce 1933 absolvoval s vyznamenání právnickou školu při Londýnské univerzitě. Ve stejný rok podnikl aliju do mandátní Palestiny. V roce 1937 byl přijat do palestinské advokátní komory, o tři roky později se stal soudcem městského soudu v Haifě a v roce 1948 byl jmenován soudcem distriktního soudu.
V roce 1953 byl jmenován soudcem Nejvyššího soudu. V roce 1976 se stal zástupcem předsedy Nejvyššího soudu a předsedou soudu byl v letech 1980 až 1982. V roce 1961 předsedal procesu s Adolfem Eichmannem. V roce 1962 přijal precedent v souvislosti se svobodou informací tím, že zrušil rozhodnutí cenzora. Jako předseda izraelské ústřední volební komise v roce 1965 jako vůbec první vyřadil „podvratnou“ kandidátní listinu z voleb do Knesetu.
Byl předsedou tribunálu Světového sionistického kongresu a předsedou poradní komise pro reformu izraelského pozemkového zákona, komise pro trestní řízení a komise pro trestní soudy. Byl předsedou komise pro uznání spravedlivých mezi národy v Jad Vašem. V letech 1956 až 1962 a 1965 až 1966 byl předsedou představenstva Technionu. V roce 1974 byl členem Agranatovy komise. Mimo to byl rovněž členem Mezinárodního soudního dvora.
V roce 1987 předsedal komisi, která vyšetřovala postupy Šin Bet. Komise zjistila časté případy křivých přísah u soudů a porušení zákona. Komise zároveň uznala, že „mírný fyzický nátlak“ může být někdy nutný jako nástroj při výslechu. Izraelské skupiny pro lidská práva tvrdily, že praktiky schválené komisí vedly k mučení. Zpráva komise byla v roce 1999 zrušena rozhodnutím Nejvyššího soudu.
Zemřel 1. května 2011 ve věku 99 let ve svém domě v Jeruzalémě na infarkt myokardu. Je pochován na jeruzalémském hřbitově Har ha-Menuchot.

## Ocenění a pocty
- V roce 1980 mu byl udělen čestný doktorát na Technionu.
- V roce 1991 mu byla udělena Izraelská cena za přínos v oblasti práva.[5]
- V roce 1993 se stal čestným předsedou představenstva rady ředitelů Technionu.
- V roce 1997 mu byl udělen čestný doktorát na Hebrew Union College.[1]